# Gaius Ceionius Rufius Albinus
Gaius Ceionius Rufius Albinus (fl. 335-339) est un homme politique de l'Empire romain.

## Vie
Fils de Gaius Ceionius Rufius Volusianus et de sa première femme Nummia Albina Dextra.
Il est consul en 335 et préfet de l'urbs de Rome en 337.
Il est le père de Gaius Ceionius Rufius Volusianus Lampadius.